# Monety kolekcjonerskie III RP w 1998
W 1998 roku Narodowy Bank Polski wyemitował 13 monet kolekcjonerskich: 10 srebrnych i 3 złote. Nie została rozpoczęta żadna seria, były jedynie kontynuowane trzy serie rozpoczęta w zeszłych latach. Wielkość emisji dwóch monet została zwiększona po kilku miesiącach od daty emisji.

## Spis monet
| Moneta                                                                 | Nominał     | Stop   | Średnica (mm) | Masa (g) | Nakład | Data emisji     | Projektant                             | Wizerunek    |
| ---------------------------------------------------------------------- | ----------- | ------ | ------------- | -------- | ------ | --------------- | -------------------------------------- | ------------ |
| XVIII. Zimowe Igrzyska Olimpijskie w Nagano                            | 10 złotych  | Ag 925 | 32            | 14,14    | 31 500 | 25 lutego       | Ewa Tyc-Karpińska Robert Kotowicz      | Awers Rewers |
| 45. rocznica śmierci gen. A.E. Fieldorfa                               | 10 złotych  | Ag 925 | 32            | 14,14    | 17 700 | 7 kwietnia      | Ewa Tyc-Karpińska Roussanka Nowakowska | Awers Rewers |
| Zygmunt III Waza (1587 - 1632) Seria: Poczet królów i książąt polskich | 10 złotych  | Ag 925 | 32            | 14,14    | 22 000 | 29 kwietnia     | Ewa Tyc-Karpińska                      | Awers Rewers |
| Zygmunt III Waza (1587 - 1632) Seria: Poczet królów i książąt polskich | 10 złotych  | Ag 925 | 32            | 14,14    | 14 000 | 29 kwietnia     | Ewa Tyc-Karpińska                      | Awers Rewers |
| Zygmunt III Waza (1587 - 1632) Seria: Poczet królów i książąt polskich | 100 złotych | Au 900 | 21            | 8        | 2 500  | 29 kwietnia     | Ewa Tyc-Karpińska                      | Awers Rewers |
| Ropucha paskówka Seria: Zwierzęta Świata                               | 20 złotych  | Ag 925 | 38,61         | 28,28    | 22 000 | 20 maja         | Ewa Tyc-Karpińska                      | Awers Rewers |
| 100-lecie odkrycia radu i polonu                                       | 20 złotych  | Ag 925 | 38,61         | 28,28    | 20 000 | 17 czerwca      | Robert Kotowicz                        | Awers Rewers |
| Zamek w Kórniku Seria: Zamki i pałace w Polsce                         | 20 złotych  | Ag 925 | 38,61         | 28,28    | 20 000 | 16 września     | Ewa Tyc-Karpińska Ewa Olszewska-Borys  | Awers Rewers |
| 20-lecie pontyfikatu Jana Pawła II                                     | 10 złotych  | Ag 925 | 32            | 14,14    | 62 000 | 14 października | Ewa Olszewska-Borys                    | Awers Rewers |
| 20-lecie pontyfikatu Jana Pawła II                                     | 200 złotych | Au 900 | 27            | 15,5     | 5 000  | 14 października | Ewa Olszewska-Borys                    | Awers Rewers |
| 80. Rocznica Odzyskania Niepodległości                                 | 10 złotych  | Ag 925 | 32            | 14,14    | 20 000 | 9 listopada     | Ewa Tyc-Karpińska                      | Awers Rewers |
| 200-lecie urodzin Adama Mickiewicza                                    | 200 złotych | Au 900 | 27            | 15,5     | 3 000  | 2 grudnia       | Ewa Tyc-Karpińska                      | Awers Rewers |
| 50. rocznica przyjęcia przez ONZ Powszechnej Deklaracji Praw Człowieka | 10 złotych  | Ag 925 | 32            | 14,14    | 14 000 | 2 grudnia       | Ewa Tyc-Karpińska Roussanka Nowakowska | Awers Rewers |